# Château Les Hauts-Conseillants
 (novembre 2017).

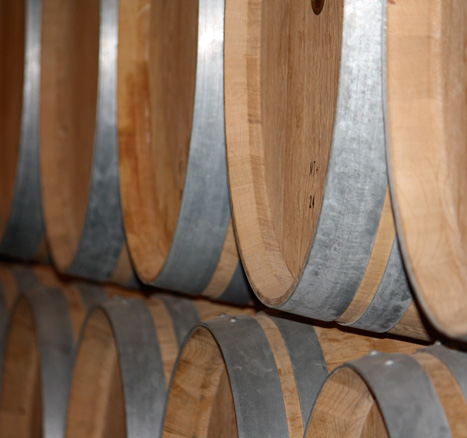
Château les Hauts-Conseillants

Le château les Hauts-Conseillants est un vignoble de 10 hectares en appellation Lalande-de-Pomerol. La famille Figeac-Bourotte est propriétaire du vignoble depuis 1973.

## Histoire
En 1973, Léopold Figeac, entrepreneur à Libourne acquiert 5 hectares de vignes. Sa fille épouse Pierre Bourotte, déjà propriétaire à Pomerol, avec qui elle agrandira le vignoble avec des parcelles situées sur le plateau de Néac.
Jean Baptiste Bourotte, propriétaire, possède également le Clos du Clocher (Pomerol), Château Bonalgue (Pomerol), Château Monregard la Croix (Pomerol) et Château du Courlat (Lussac-saint-émilion).

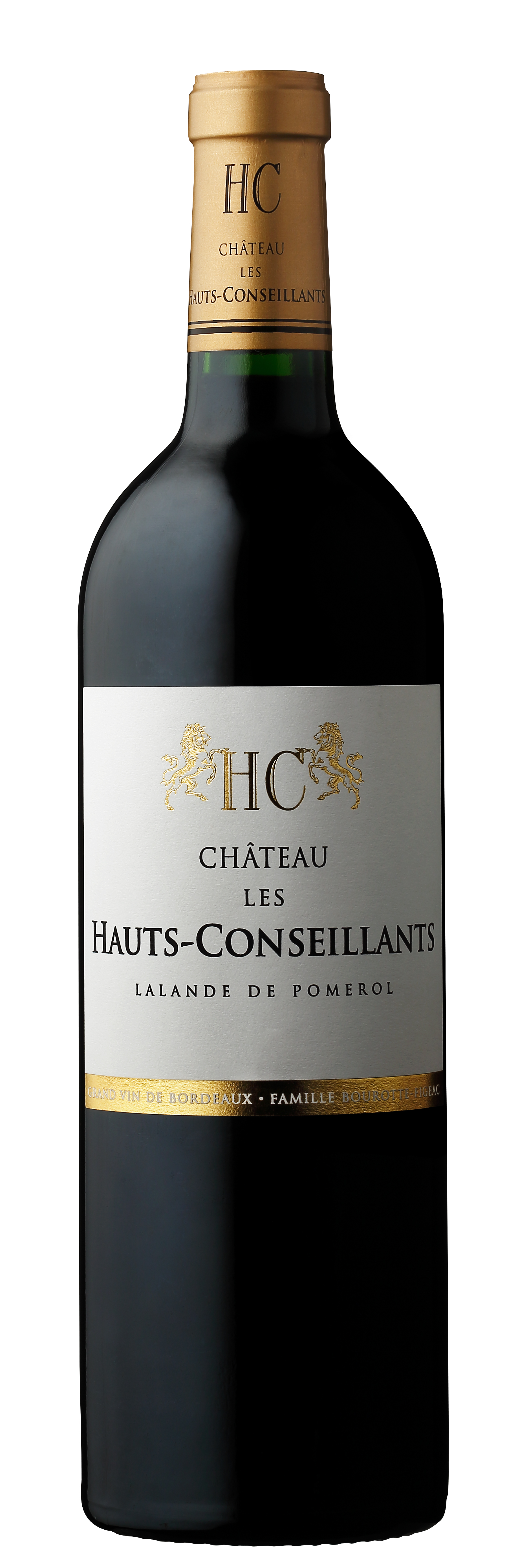
Château les Hauts-Conseillants

## Vignoble
Le vignoble du château est divisé en deux parcelles distinctes: 
- 3 hectares de graves légères sur sous-sol sableux à Lalande
- 7 hectares de sol sablo-limoneux à Néac[2].

L'encépagement est composé de 76 % de merlot et 17 % de cabernet franc et 7 % de cabernet-sauvignon. La densité de plantation est de 6 000 à 8 000 pieds/ha et l'âge moyen des vignes est de 35 ans.
La production annuelle est d'environ 50 000 bouteilles.